# 保定无轨电车
保定无轨电车是指由保定市公共交通总公司在保定市区内运营的公交双源无轨电车系统，是河北省开通的第一条双源无轨电车。2016年在北京公交集团的协助下开始动工。线路连通竞秀、莲池主城区与徐水区大王店、清苑区、满城区。双源无轨电车项目是拉大中心城区框架、实现主城区与新三区（清苑、满城、徐水）公交一体化的具体举措，也是国家倡导的绿色交通工具，对解决城市交通拥堵、减少汽车尾气排放具有重要意义。已建成线路一条，于2018年12月29日开始试运行，2020年因新冠疫情由及车站建设严重滞后，多段道路建设改造无法挂线，车辆停放充电维修保养等需求无法保障，双源无轨电车只能其他车型（保定公交K1线）替代运营。2023年4月实施线网改造提升，将无轨电车管线设施由主路迁改到辅路位置。

## 历史沿革
2015年5月，保定完成了部分行政区划调整，清苑、徐水、满城三个新区与主城区之间如何以快捷交通相连，成为人们关注的热点话题。
2016年2月17日，保定市为推动清苑、满城、徐水新三区尽快融入主城区，规划开建两条无轨电车线路，分别是南北向的徐水至清苑线，以及东西走向的满城至高铁站线。其中徐水至清苑线呈“L”形，具体走向为徐水区—大王店产业园区—-清苑区，全长55公里。满城区至高铁站线路的具体走向为：满城区—七一路—高铁站，全长30公里。线网将采取中央路灯杆一体化设计，预计建设成本约为5亿元。每条将配备35辆双源无轨电车。所谓“双源无轨电车”是在传统无轨电车基础上，装备动力电池。线网电源在驱动车辆前进的同时，给车上装备的动力电池充电。在市区中心不宜架设线网的繁华路段，电车可以降杆依靠动力电池驱动，最长行驶距离约10公里。
2016年8月31日——9月6日，保定市向市民征求双源无轨电车线路走向意见,公布线路初选方案。9月13日，征求意见揭晓，确定方案一为最终线路走向。
2016年9月3日，保定市发改委将双源无轨电车项目前期成果移交至保定市国控集团。
2016年9月19日，保定市双源无轨电车项目举行了启动仪式，市长马誉峰、常务副市长郭建英和副市长杨宝东参加，北京公交集团董事长王春杰致辞，标志着双源无轨电车项目作为北京公交集团与保定市政府建立战略合作伙伴关系后的第一个重点工程进入了项目具体实施阶段。保定市双源无轨电车项目设计为两条线路，1号线为保定东站-满城汉墓；2号线为大王店产业园-清苑汽车站。拟新建电车电网67.23双对公里(其中1号线32.84双对公里、2号线34.39双对公里)，新建撬装变电站21座，新建场站充电网4处，配车70辆。项目总投资估算为6亿元，其中基础设施约5.1亿元，车辆购置约8400万元。该项目完成后将解决清苑区、徐水区、满城区三个新区与主城区之间的互联互通问题。
2017年11月21日，保定市快速无轨电车公示线路建设项目开始招标。
2018年5月14日，按照规划2号线（大王店至清苑区）线路建设全面开工，整个项目系统投资估算包括线路建设、场站建设、车辆购置，全长39.7公里，总投资4.31亿元。其中线路建设：铺设大王店至清苑区触馈线网34.39双对公里及10KV外电源建设，由保定市捷运交通运输有限责任公司负责建设；场站建设：建设清苑区、徐水区两座场站，由两区政府分别负责建设；车辆购置：拟购置18米双源无轨电车18台，12米双源无轨电车17台，由保定市公交公司负责购置。安排驾驶员安排至北京公交集团接受培训。
2018年12月8日上午，首批17台双源无轨电车抵达保定市高开区公交场站，电车为12米长车型，车身主体颜色为中国红，车顶边缘融入中国剪纸图案，车体下方为祥云图案，代表喜庆与吉祥。与普通的公交车相比，无轨电车内部设施更加人性化、便利化，包括能展示站点信息和到站提示的电子屏、专设的婴儿哺乳区、更低的上下车台阶、可为手机等电子产品充电的USB接口等。
2018年12月29日，无轨电车原2号线改称1号线开始试运行，首先开通由高科产业园分别发往清苑区公交总站的区间902路及发往大王店公交总站的区间903路。采用分区计价收费方式，同区域乘车1元，每跨一个区域乘车增加1元，全程最高票价2元。空调期票价普调高1元。
2020年，因新冠疫情及立交桥建设、城市双修项目改造、公交场站建设严重滞后等线路问题，造成无轨电车运营中断断续续反复挂线、脱线，加之缺少财政补贴，无法保证车辆充电基本需求，导致无轨电车正常使用，改让常用于跑保定公交K1线的车型运营。
2023年3月9日，河北省招标投标公共服务平台发布保定国家高新区城市更新项目朝阳大街（北二环—北三环）改造提升工程-市政道路工程总承包无轨电车电杆、线缆及相关配套拆除及新建工程招标公告，计划于2023年4月30日完成由主路转变到辅路迁改。双源无轨电车目前被其他车型替代运营。

## 双源无轨1号线
保定双源无轨1号线（原2号线）于2018年12月投入运营。一号线沿朝阳大街，北起徐水区大王店产业园区，南至清苑区，全长约40公里。项目总投资4.31亿元，全线采用两侧隔离带或步道架设电杆，建设清苑区、徐水区两座场站，分两区间运营。

### 区间902路
由高科产业园发往清苑公交总站，高科产业园及清苑公交总站首末班双向发车时间为6:30—19:00。
　　线路走向：向阳大街—北二环—朝阳大街后—发展西街—振兴南路—和平大街。
　　途经站点：高科产业园、大学科技园、保定·中关村创新中心、北方建设公司、市规划局、保百购物广场、北国先天下、市图书馆、竞秀公园、万博广场、时代商厦、朝阳桥、市交通局、朝阳路地道桥、北刘各庄、南刘各庄、朝阳南桥、乌马庄、长城公司、长城汽车部件园、北辛庄、南辛庄、北沟头钢材市场、保沧高速口、清苑北环路口、正迪欢乐世界、公园风景、清苑中医院、阳光家园、魏村路口、清苑区政府、南大冉、清苑区职教中心、清苑汽车站、振兴路南口、清苑公交总站。

### 区间903路

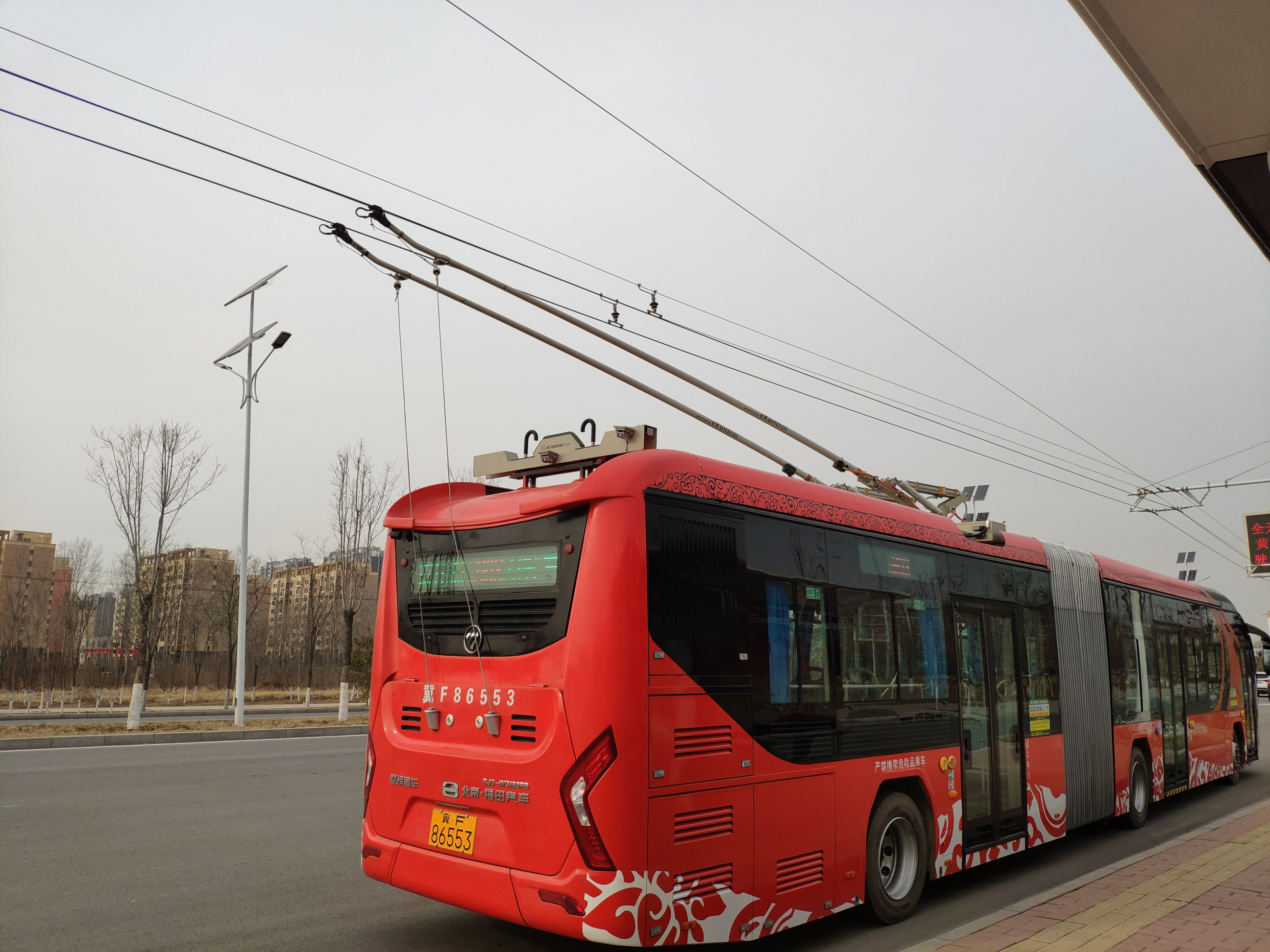
903路无轨电车（拍摄于大王店）

由时代商厦站发往大王店公交总站，大王店公交总站首班发车时间为7:00，到市政府站单项运行至时代商厦站后前往大王店公交总站，大王店公交总站末班车发车时间为17:30，抵达时代商厦站时间约为18:15。
　　线路走向：朝阳大街—东风路—向阳大街—百花路。
　　途经车站：市政府、女子职业中专学校、市二医院东门、时代商厦、万博广场、竞秀公园、市图书馆、北国先天下、保百购物广场、市规划局、大志电器、北方建设公司、保定中关村创新中心、吉达电力设备公司、花庄、英利三期、朝阳首府、昭华锦城、杨庄村、大次韩、留马村、东庄村口、大石桥、崔官营、朝阳大街纬一路口、长城公寓东门、哈弗城、纬二路口、宝凯电气、纬三路口、双帆蓄电池有限公司、大王店公交总站。